# Vladimirs Lindermans
Vladimirs Lindermans (rusky: Владимир Линдерман, 3. listopad 1958, Riga, Lotyšská sovětská socialistická republika) je ruský a lotyšský novinář a politik Nacionálně bolševické strany Ruska.
Narodil se v Rize židovským rodičům. Roku 2012 se stal zakladatelem a čelným představitelem hnutí «Mateřský jazyk».